# Egusi
Egusi é o nome que têm no sul da Nigéria as pevides (sementes) de abóbora ou outras cucurbitáceas; é também com estas sementes que se faz uma sopa ou guisado, originária dos ibos e iorubás, muito apreciado na África Ocidental (em língua hauçá, é conhecida como “miyan gushi”). 
Esta sopa é muito rica, em termos de proteínas: leva um caldo feito com peixe seco, camarão (seco e pilado), tripa de vaca (“shaki”), hortaliça verde e as próprias pevides de abóboras secas e piladas. O egusi pode ser misturado diretamente no caldo, onde vai engrossar, ou pode ser primeiro frito em óleo de palma e depois adicionado ao caldo; é necessário que o caldo seja em quantidade suficiente para cozer o egusi e, ao mesmo tempo, manter a consistência de sopa. Depois de misturado o egusi ao caldo, junta-se o peixe e a tripa já cozida, a hortaliça finamente picada e os temperos preferidos; caso não se tenha frito o egusi, deve-se nesta altura juntar o óleo. Serve-se com fufu de tapioca (“eba” ou “garri”), semolina, arroz (“tuwo shinkafa”), inhame ou mandioca cozida.